# Cantonul Beaugency
Cantonul Beaugency este un canton din arondismentul Orléans, departamentul Loiret, regiunea Centru, Franța.

## Comune
- Baule
- Beaugency (reședință)
- Cravant
- Lailly-en-Val
- Messas
- Tavers
- Villorceau